# Joquela
Joquela är en ort i Mexiko.   Den ligger i kommunen Tianguistengo och delstaten Hidalgo, i den sydöstra delen av landet, 170 km norr om huvudstaden Mexico City. Joquela ligger 950 meter över havet och antalet invånare är 133.
Terrängen runt Joquela är kuperad åt nordväst, men åt sydost är den bergig. Runt Joquela är det ganska tätbefolkat, med 75 invånare per kvadratkilometer. Närmaste större samhälle är Xochiatipan de Castillo, 19,3 km öster om Joquela. I omgivningarna runt Joquela växer i huvudsak städsegrön lövskog.